# Paseky

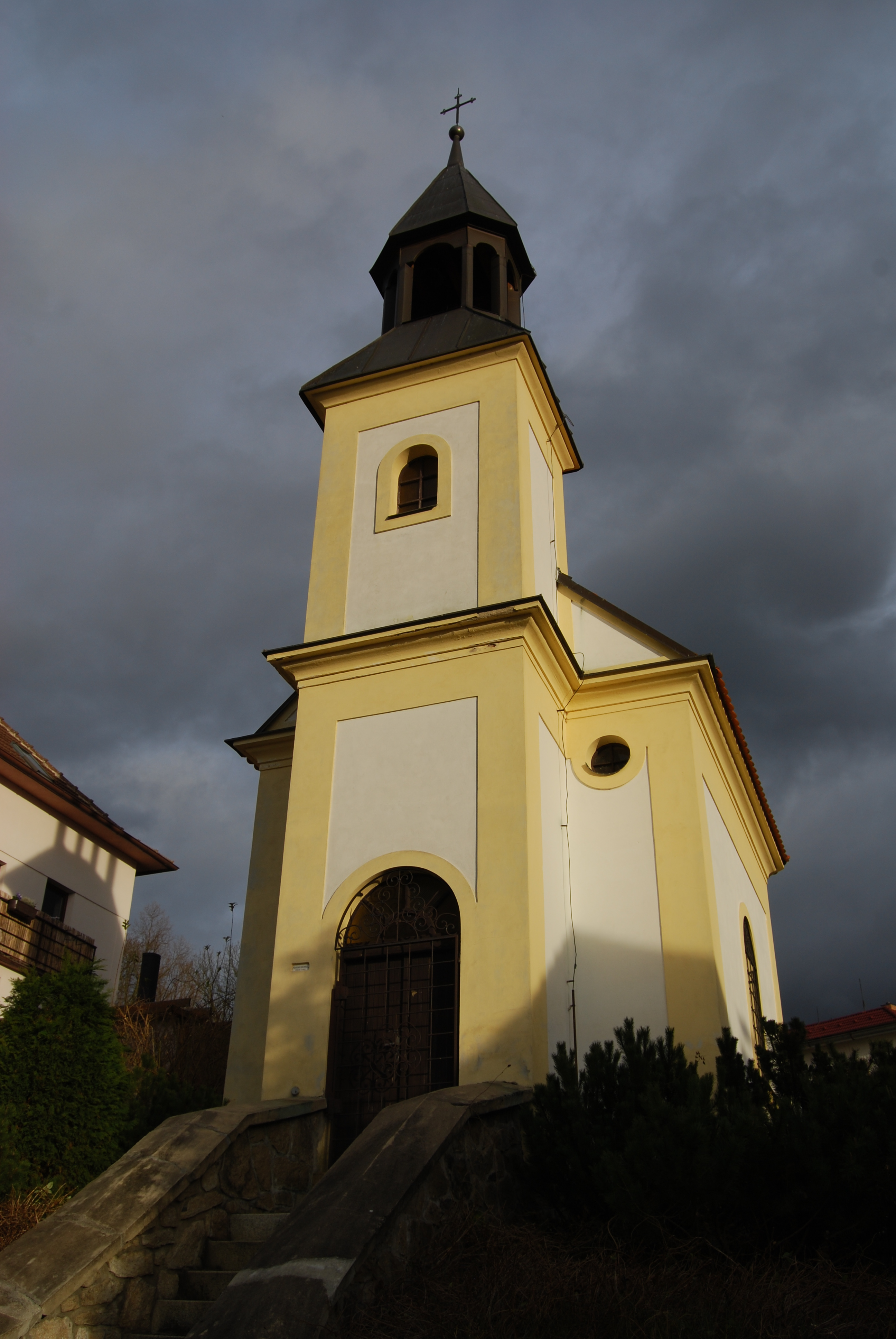
Kapelle St. Peter und Paul

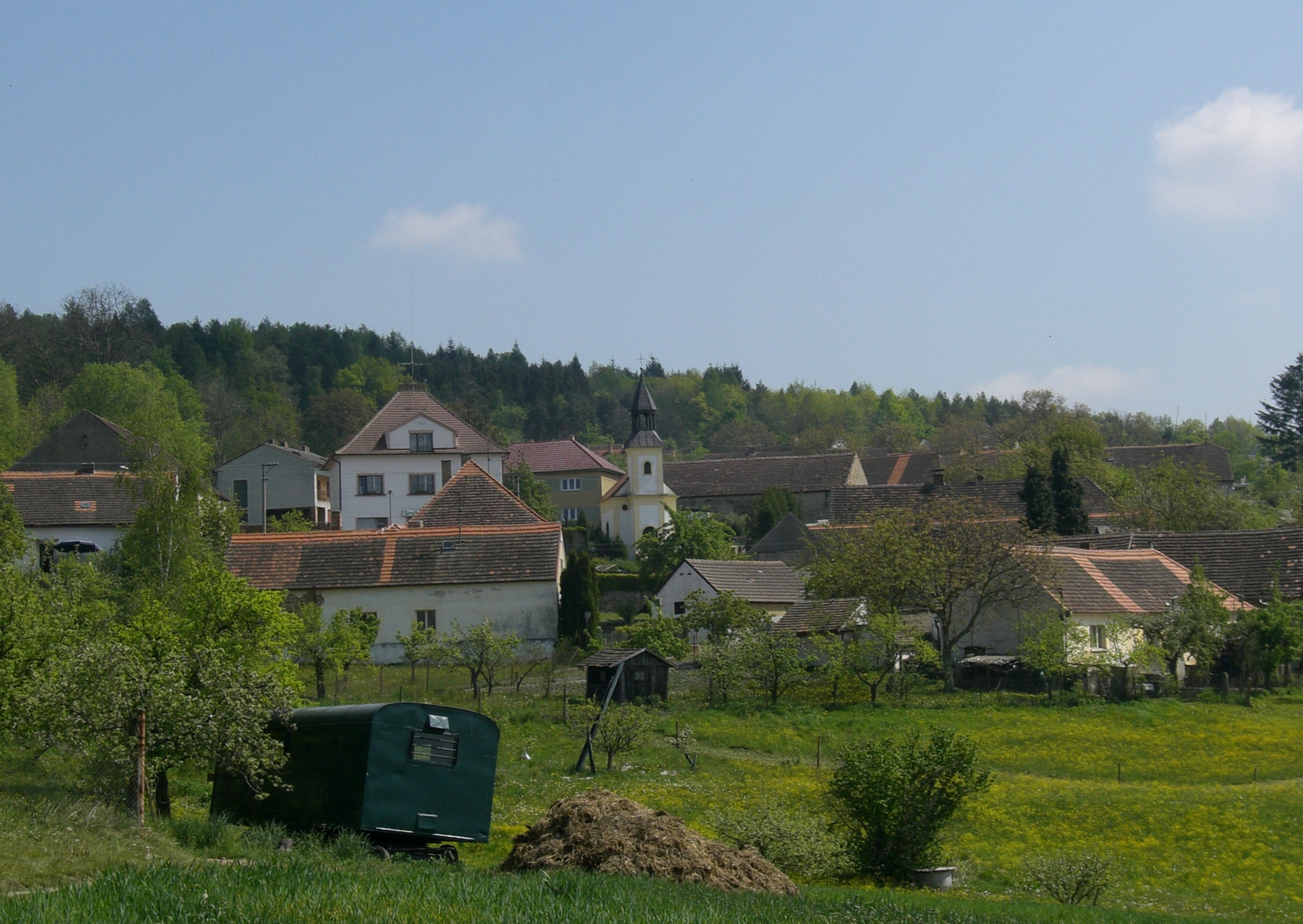
Blick von Tálín auf Paseky

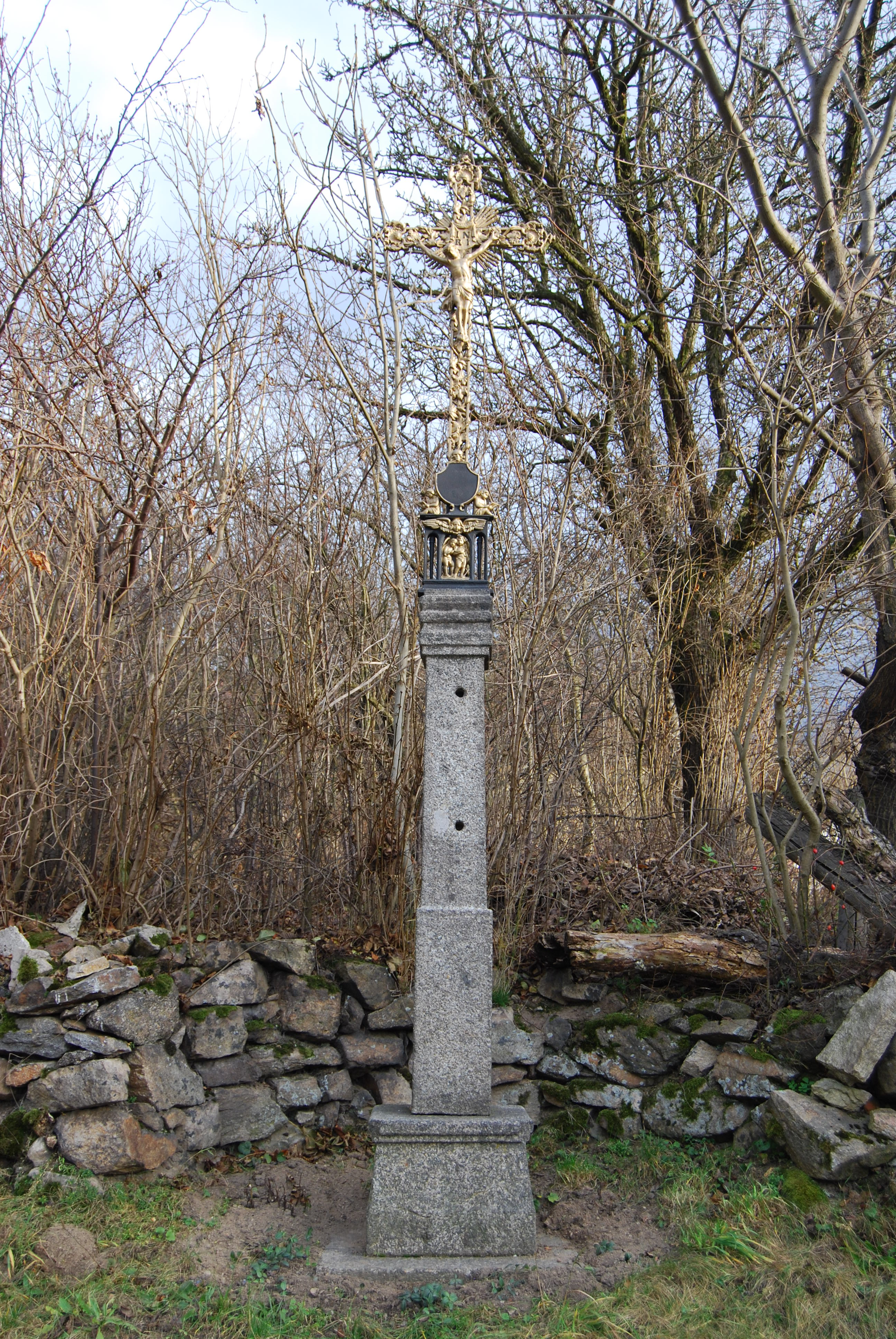
Wegekreuz in Paseky

Paseky, bis 1923 Paseka (deutsch Pasek) ist eine Gemeinde in Tschechien. Sie liegt zehn Kilometer südöstlich von Písek in Südböhmen und gehört zum Okres Písek.

## Geographie
Paseky liegt in den Písecké Hory (Píseker Berge). Das Dorf befindet sich in einer Hanglage rechtsseitig über dem Tal des Baches Pasecký potok. Nördlich erheben sich die Bytina (609 m) und der Pasecký vrch (625 m), östlich der Chlum (571 m), im Südosten die Kloboučký (567 m), der Malý Kamýk (623 m), Vysoký Kamýk (627 m) und der Pecivál (604 m), südlich der Nuzovský vrch (497 m) und nordwestlich der Ostrý vrch (539 m). Gegen Westen liegen die Teiche Luh und Úlehle.
Nachbarorte sind Mlaka, Březí, Kluky im Norden, Jehnědno und Údraž im Nordosten, Albrechtice nad Vltavou und Újezd im Osten, Spálená, Karlov II, Všeteč, Shon, Kaliště und Temelín im Südosten, Nová Ves u Protivína, Medenice und Nuzov im Süden, Žďár im Südwesten, Tálín im Westen sowie Nový Dvůr, Kukle und Bytina im Nordwesten.

## Geschichte
Archäologische Funde belegen eine Besiedlung der Gegend seit der Jungsteinzeit.
Paseky wurde wahrscheinlich um 1560 gegründet. Zu dieser Zeit klagten die Herrschaften Frauenberg und Protivín über Schäden durch Aushau in den Wäldern der Píseker Berge sowie darüber, dass das Schöffengericht der Stadt Písek solche Pasekaren als Heger einsetzte. An der Stelle des Dorfes bestanden zu dieser Zeit ein Jäger- und ein Hegerhaus. 1696 war die Ansiedlung auf acht Chaluppen angewachsen. 1818 wurde in Paseky eine Schule für die Kinder aus Paseky, Nuzov und Kukle eingerichtet, zuvor fand der Unterricht in Myšenec statt. Im Jahre 1840 bestand Pasek aus 53 Häusern mit 490 Einwohnern, zumeist Dominikalisten. Im Ort bestanden ein Jägerhaus, eine Schule und eine Mühle. Zu Pasek gehörte die aus neun Häusern bestehende Einschicht Kukle. Pfarrort war Mischenetz (Myšenec). Bis zur Mitte des 19. Jahrhunderts blieb das Dorf immer zur Königlichen Kreisstadt Písek untertänig.
Nach der Aufhebung der Patrimonialherrschaften bildete Paseka/ Pasek ab 1850 mit der Einschicht Kukle und dem Ortsteil Nůzov/Nusow eine Gemeinde in der Bezirkshauptmannschaft und dem Gerichtsbezirk Písek. Am 29. September 1881 wurde Talina aus der Gemeinde Myšenec nach Paseka umgemeindet. 1884 wurde der zweiklassige Unterricht in der Schule aufgenommen. Wegen des schlechten Zustandes der Schule wurden 1889 Pläne für einen Neubau beim Gemeinderat vorgelegt, der Bau erfolgte in den Jahren 1891–1892. Im Jahre 1901 lebten in den 92 Häusern von Paseka 598 Personen. Der Ortsteil Talina löste sich 1907 los und bildete eine eigene Gemeinde. Im Jahre 1908 gründeten sich der Sokol und die Freiwillige Feuerwehr. Der amtliche Ortsname Paseky wird seit 1924 verwendet. 1927 erfolgte der Anschluss an das Elektrizitätsnetz. Drei Jahre später entstand die Bezirksstraße zwischen Nový Dvůr und Albrechtice nad Vltavou. 1961 wurde Paseky nach Tálín eingemeindet. Nach einem Referendum lösten sich Paseky und Nuzov zum 24. November 1990 wieder von Tálín los und bildeten eine eigene Gemeinde. 1991 lebten in den 70 Häusern des Dorfes 143 Personen. Beim Zensus von 2011 hatte die Gemeinde Paseky 148 Einwohner und bestand aus 94 Wohnhäusern; davon lebten 140 in Paseky (80 Häuser) und acht in Nuzov (14 Häuser).

## Gemeindegliederung
Die Gemeinde Paseky besteht aus den Ortsteilen Nuzov (Nusow) und Paseky (Pasek).
Die Gemeinde bildet den Katastralbezirk Paseky u Písku.

## Sehenswürdigkeiten

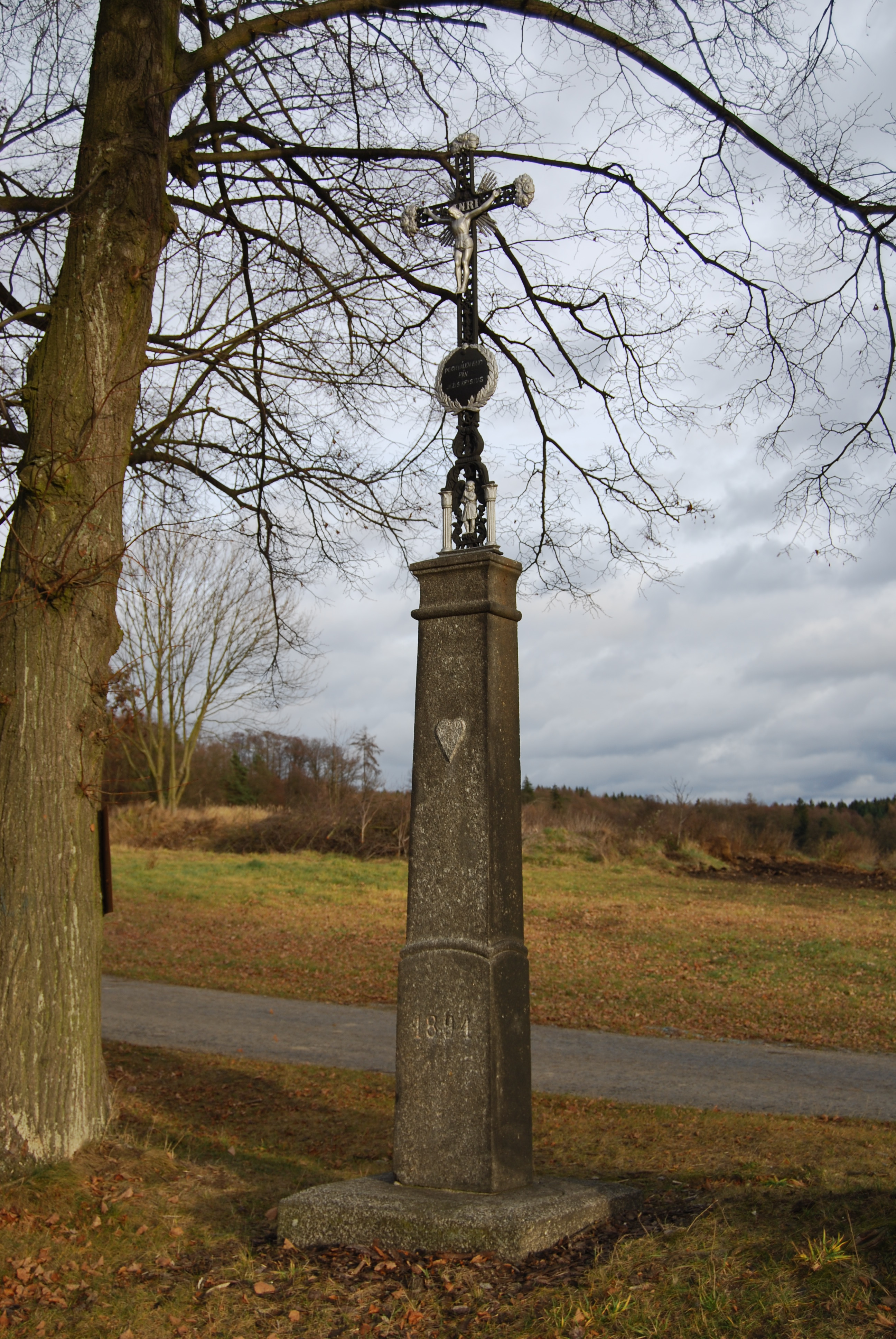
Wegekreuz am südwestlichen Ortsausgang

- Kapelle St. Peter und Paul, die erste Nachricht stammt aus dem Jahre 1719, als der Rat von Pisek die Anschaffung einer Glocke für den Glockenturm St. Peter und Paul in Pasek beschloss. 1926 erhielt die Kapelle eine größere Glocke.
- Gedenkstein für die Gefallenen des Ersten Weltkriegs, errichtet 1920 mit Beihilfe von Landsleuten aus Amerika
- Gedenkstein für František Žák, er wurde 2004 enthüllt
- Wegekreuz am südwestlichen Ortsausgang am Abzweig des Weges nach Nuzov, errichtet 1898
- Wegekreuz im südlichen Teil des Dorfes, errichtet 1894 vom Rechtsanwalt František Daneš
- Gehöft Nr. 30 im Bauernbarockstil
- Kapelle in Nuzov
- Aussichtsturm auf dem Vysoký Kamýk

## Söhne und Töchter der Gemeinde
- František Žák, Generalmajor und Opfer des Stalinismus